# کوینسی (کالیفرنیا)
کوینسی (به انگلیسی: Quincy) یک منطقهٔ مسکونی در ایالات متحده آمریکا است که در شهرستان پلوماس، کالیفرنیا واقع شده‌است. کوینسی ۱۰٫۹۷۹ کیلومتر مربع مساحت و ۱٬۷۲۸ نفر جمعیت دارد و ۱٬۰۴۶ متر بالاتر از سطح دریا واقع شده‌است.